# Valens (Koroplast)
Valens (altgriechisch Οὐάλης, Ouales) war ein griechischer Koroplast, der im 3. Jahrhundert in Thessaloniki tätig war. 
Sein Name ist einzig durch eine Signatur in der Genitivform „Οὐάλητος“ auf einer Tonstatuette überliefert, die eine Darstellung der Aphrodite von Knidos zeigt. Sie wurde in der Ost-Nekropole von Thessaloniki gefunden und wird heute im Archäologischen Museum Thessaloniki aufbewahrt.